# Jan Ermeller
Jan von Ermeller herbu własnego (zm. po 1676 roku) – major piechoty wojsk koronnych.

## Życiorys
Daty życia nieznane. Z pochodzenia Niemiec, z rodziny mieszczańskiej osiadłej w Warszawie. Z zamiłowania i zawodu żołnierz, w 1673 był kapitanem wojsk koronnych. Wyróżnił się podczas z wojny z Turcją.
W 1673 podczas sejmu, na wniosek hetmana Jana Sobieskiego, za zasługi wojenne król Michał Korybut Wiśniowiecki przyjął Jana Ermellera w poczet szlachty polskiej, wraz z przywilejem nobilitacji otrzymał herb własny. W 1676 jako oficer w randze majora, dowodził kompanią w regimencie piechoty generała Marcina Kątskiego. Regiment ten stacjonował w twierdzach w Białej Cerkwi i w Pawłoczy.
Żonaty z Franciszką z Tauzów. Od 1676 na mocy przywileju królewskiego był tenutariuszem wsi Bibiampol, Konary i Żuków w starostwie sochaczewskim.